# Bérenger de Tours
Pour les articles homonymes, voir Bérenger.
Bérenger de Tours (Beringerius Turonensis), né en 998 à Tours et mort en 1088, était un théologien français du Moyen Âge, dont les idées furent condamnées pour hérésie en 1050 par le concile de Verceil en Italie, notamment réfutées par Lanfranc du Bec.

## Biographie
Élève de Fulbert de Chartres, Bérenger de Tours fut précepteur de Hildebert de Lavardin et nommé en 1030 scolastique (c'est-à-dire: maître d'école) dans sa ville natale, et devient en 1039, chanoine laïc de la cathédrale d'Angers, dont l’évêque Eusèbe Brunon est son ami.
Il occupe ce poste jusqu’en 1060 lorsque le comte d’Anjou Geoffroy II Martel lui interdit l’accès à la ville. Grammairien et dialecticien, son enseignement connaît quelque temps beaucoup de succès. Sa doctrine eucharistique, fondée sur une lecture de Ratramne de Corbie qu’il confond avec Jean Scot Érigène, met en cause la « présence réelle » et le réalisme eucharistique tel que le comprennent ses contemporains à la suite de Paschase Radbert. Il met en question la théorie de la transsubstantiation.
Son enseignement entraîne une controverse eucharistique avec Adelman, écolâtre de Liège, et Lanfranc. Dénoncé comme hérétique en 1050 au concile de Verceil, à la suite duquel il est condamné par le pape Léon IX, parce qu'il niait la « présence réelle ». Il est par la suite à nouveau condamné par les conciles de Tours en 1054 et de Rome en 1059 et contraint à professer une formule de foi eucharistique rédigée par Humbert de Moyenmoûtier.
Condamné par pas moins de quatorze conciles, il ratifie une nouvelle profession de foi en 1079 au concile de Rome, écrite par Guitmond, Évêque d'Aversa. Exilé sur l’île Saint-Cosme (ancienne île en aval de Tours aujourd'hui rattachée à la rive gauche de la Loire à hauteur de La Riche) à la demande du pape Grégoire VII, il meurt en paix avec l’Église à l’âge de 90 ans.
La plupart de ses écrits sont perdus. Ce qui subsiste se trouve avec : 
- les écrits de Lanfranc (archevêque de Cantorbéry) ;
- dans les Collections de Luc d'Achery et Dom Martène.

En 1770, Gotthold Ephraim Lessing a retrouvé à Wolfenbüttel sa Défense contre Lanfranc ou De sacra Coena, ainsi que quelques autres écrits, qui ont été publiés par François Vischer, Berlin, 1834.
Hans Friedrich Georg Julius Sudendorf a publié à Hambourg, en 1850, un recueil de ses Lettres.
Un florilège patristique sur les sacrements, directement utilisé et peut-être composé par Bérenger de Tours, a été découvert en 2006 dans un manuscrit de la Bibliothèque nationale de France.

## Écrits
- Apologeticus. Contra beatum Bernardum et alios qui condemnaverunt Petrum Abaelardum (Apologie. Contre Bernard et ceux qui condamnèrent Pierre Abélard), PL, 178, col. 1857-1870.
- Rescriptum contra Lanfrancum, éd. R. B. C. Huygens, Turnhout, Brepols, 1988.

## Sources
Cet article comprend des extraits du Dictionnaire Bouillet. Il est possible de supprimer cette indication, si le texte reflète le savoir actuel sur ce thème, si les sources sont citées, s'il satisfait aux exigences linguistiques actuelles et s'il ne contient pas de propos qui vont à l'encontre des règles de neutralité de Wikipédia.